# Julie Felix
Julie Felix (née le 14 juin 1938 à Santa Barbara (Californie) et morte le 22 mars 2020 à Chorleywood (Hertfordshire)) est une chanteuse de folk américaine mais principalement active au Royaume-Uni depuis le milieu des années 1960.

## Biographie

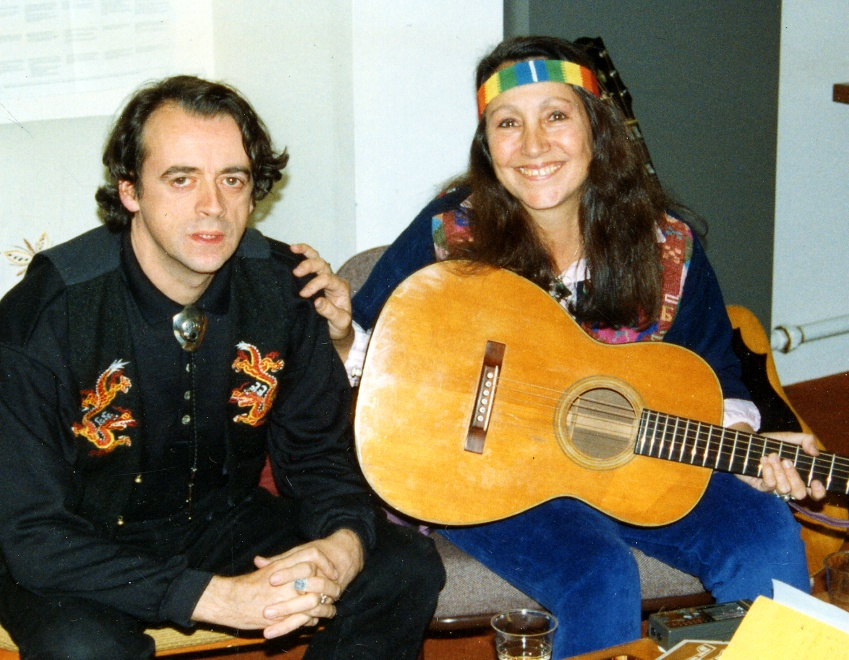
Julie Felix et Bill Lewis en 1983.

Julie Ann Felix est née le 14 juin 1938 à Santa Barbara en Californie. En 1962, elle quitte les États-Unis pour l'Europe où elle se produit dans des cafés et des clubs avant de rejoindre Londres en 1964. La même année, elle signe un contrat avec le label Decca Records et sort son premier album.